# Nome teóforo
Um nome teóforo ou teofórico (do grego antigo ϑεοϕόρος, composto de ϑεο- "deus(es)" e -ϕόρος "portador") na onomástica é todo nome que contém elementos alusivos a  algum deus ou divindade. 

## Alguns nomes teóforos
- Abedalá
- Amadeu
- Aníbal
- Apolônio
- Deodato
- Deosdado
- Saturnino
- Teodoro
- Teófilo

## Nomes Hebraicos/Cananeus
Tradicionais nomes teóforos são aqueles compostos pelo elemento «el», forma abreviada de El (cananeu 𐤀𐤋/אֵל‎;  ou ugarítico 𐎛𐎍) ou Elohim (do hebraico אֱלוֹהִים, אלהים), que é o termo hebraico/cananeu para designar deidades, como o Deus monoteísta dos hebreus ou o antigo Deus israelita El (sendo resquício da antiga religião cananeia na cultura hebraica). A maioria destes nomes trazem o elemento «el» de forma explícita, como:
- Israel - «Lutando com Deus»
- (E)manuel - «Deus conosco»
- Daniel - «Deus é meu juiz»
- Elias - «Meu Deus é Javé»
- Eliseu - «Deus é salvação»
- Ezequiel - «Deus fortalece»
- Ismael - «Deus escutou»
- Samuel - «Seu nome é Deus»
- Joel - «Aquele a quem Javé é Deus»
- Elisabete (Elisa, Isabel) - «Deus é abundância»
- Miguel - «Quem é como Deus?»
- Gabriel - «Homem forte de Deus»
- Rafael - «Deus cura»
- Fanuel - «Deus virou»
- Uriel - «Chama de Deus»
- Jegudiel - «Louvor de Deus»
- Salatiel - «Oração a Deus»
- Jeremiel - «Deus compadecer-Se-á»
- Baraquiel - «Relâmpago de Deus»

Há também nomes teóforos que contêm o elemento "Jo", derivado de Javé, forma latinizada comum do tetragrama sagrado YHWH (יהוה), como, por exemplo:
- Joaquim - «Javé estabeleceu»
- Josafá - «Javé é juiz»
- João - «Javé mostrou favor»
- Jonatas/Jonatã - «O que Javé deu»
- Josias - «Curado por Javé»
- Josué* - «Javé salva»
- Yahimilik (possivelmente, mas incerto) - «Javé é rei»[3]

* O nome hebraico «ישוע» (Yehoshua [Josué]), que originou a forma aramaica «ܝܼܫܘܿܥ» (/jəʃuʕ/), então a grega «Ἰησοῦς» (/i.iˈsus/), chegou ao latim como «Jesus» (/ˈje.sus/). Assim sendo, as formas Josué e Jesus derivam do hebraico e do latim, respectivamente, tendo como origem o mesmo nome (Yehoshua) cujo significado é «Javé salva».
Há também nomes teofóricos que aludem ao antigo Deus israelita pré-javista e levantino, Baal
- Abibaal - «Baal é pai»
- Baal-Eser - «Baal ajuda»
- Esbaal -«Baal existe»
- Jerubaal - «Que Baal contenda»
- Etbaal «Com Baal»
- Jezabel - «Glória a Baal»

### Astarte(Deusa do antigo Levante)
- Abdastarto
- Deleastarto

### Eshmun(Deus da medicina)
- Eshmunazar

### Yam(Deus do Mar)
Abijão - «Yam é meu pai»

## Nomes gregos
Vários nomes teóforos foram encontrados na Babilônia, escritos em grego, enumerando os vencedores de uma competição atlética. De acordo com Bert van der Spek, estes são nomes originalmente babilônicos, e os Deuses locais foram traduzidos para grego, com as equivalências Dio- = Bel, Apolo = Nabu, Ártemis = Nanaia e Héracles = Nergal. O sufixo -doro seria a versão grega do babilônio iddin, ele/ela deu. Os nomes são:
- Dicaio
- Diodoro
- Artemidoro
- Heracleão
- Apolodoro

## Nomes árabes
Na língua árabe, há diversos nomes teóforos. É comum a ocorrência de nomes exaltando a Deus ou a natureza divina, como se observa, por exemplo, no nome Nasrallah/Nasrullah ("vitória de Deus"). Destacam-se na língua os nomes formados pelo vocábulo ʿabd (servo, escravo) junto a um dos nomes/títulos divinos, como podemos ver abaixo:
- Abdallah (Abedalá, Abdullah) - "Servo de Deus"
- Abdul Azim - "Servo do Magnificente"
- Abdel Aziz - "Servo do Poderoso"
- Abdalcáder (Abdel Kader, Abdul Qadir) - "Servo do Poderoso"
- Abdul Ghaffar - "Servo do Perdoador"
- Abdul Ghafour - "Servo do Indulgente"
- Abdul Hakam - "Servo do Juiz"
- Abdul Hakim - "Servo do Sábio"
- Abdul Halim - "Servo do Longânime"
- Abdul Hamid - "Servo do Louvável"
- Abdul Khalek - "Servo do Criador"
- Abdul Jabbar - "Servo do Onipotente"
- Abdul Karim - "Servo do Generoso"
- Abdul Malik - "Servo do Soberano"
- Abdul Qayum - "Servo do Eterno"
- Abdul Quddus - "Servo do Santíssimo"
- Abdul Rahman (Abdurahman) - "Servo do Compassivo"
- Abdul Raouf - "Servo do Benigno"
- Abdul Razzaq - "Servo do Provedor"
- Abdul Salam - "Servo do Pacífico"